# Ceann Comhairle
A Ceann Comhairle (írül: IPA: [caːn̪ˠ ˈkoːɾʲlʲə]ⓘ; jelentése "[a] Tanács vezetője"; többes számban általában Cinn Comhairle [ˌciːn̠ʲ ˈkoːɾʲlʲə]) az Oireachtas alsóháza, a Dáil Éireann vezetője. A tisztséget betöltő személyt minden általános választást követő első ülésen a Dáil tagjai választják meg maguk közül. A Ceann Comhairle 2016. március 10. óta Seán Ó Farghaíl, aki a Fianna Fáil politikusa. A helyettes vezető 2020. július 23-a óta Catherine Connolly független képviselő.

## Lista
| No. | Kép | Név (szül.–hal.)                  | Terminus            | Terminus            | Párt | Párt                |
| --- | --- | --------------------------------- | ------------------- | ------------------- | ---- | ------------------- |
| 1   |     | Cathal Brugha (1874–1922)         | 1919. január 21.    | 1919. január 22.    |      | Sinn Féin           |
| 2   |     | George Noble Plunkett (1851–1948) | 1919. január 22.    | 1919. január 22.    |      | Sinn Féin           |
| 3   |     | Seán T. O'Kelly (1882–1966)       | 1919. január 22.    | 1921. augusztus 16. |      | Sinn Féin           |
| 4   |     | Eoin MacNeill (1867–1945)         | 1921. augusztus 16. | 1922. szeptember 9. |      | Sinn Féin           |
| 5   |     | Michael Hayes (1889–1976)         | 1922. szeptember 9. | 1932. március 9.    |      | Cumann na nGaedheal |
| 6   |     | Frank Fahy (1879–1953)            | 1932. március 9.    | 1951. június 13.    |      | Fianna Fáil         |
| 7   |     | Patrick Hogan (1886–1969)         | 1951. június 13.    | 1967. november 7.   |      | Munksápárt          |
| 8   |     | Cormac Breslin (1902–1978)        | 1967. november 7.   | 1973. március 14.   |      | Fianna Fáil         |
| 9   |     | Seán Treacy (1923–2018)           | 1973. március 14.   | 1977. július 5.     |      | Munksápárt          |
| 10  |     | Joseph Brennan (1912–1980)        | 1977. július 5.     | 1980. július 13.    |      | Fianna Fáil         |
| 11  |     | Pádraig Faulkner (1918–2012)      | 1977. július 5.     | 1981. június 30.    |      | Fianna Fáil         |
| 12  |     | John O'Connell (1927–2013)        | 1981. június 30.    | 1982. december 14.  |      | Független           |
| 13  |     | Tom Fitzpatrick (1918–2006)       | 1982. december 14.  | 1987. március 10.   |      | Fine Gael           |
| 14  |     | Seán Treacy (1923–2018)           | 1987. március 10.   | 1997. június 26.    |      | Független           |
| 15  |     | Séamus Pattison (1936–2018)       | 1997. június 26.    | 2002. június 6.     |      | Munkáspárt          |
| 16  |     | Rory O'Hanlon (born 1934)         | 2002. június 6.     | 2007. június 14.    |      | Fianna Fáil         |
| 17  |     | John O'Donoghue (born 1956)       | 2007. június 14.    | 2009. október 13.   |      | Fianna Fáil         |
| 18  |     | Séamus Kirk (born 1945)           | 2009. október 13.   | 2011. március 9.    |      | Fianna Fáil         |
| 19  |     | Seán Barrett (born 1944)          | 2011. március 9.    | 2016. március 10.   |      | Fine Gael           |
| 20  |     | Seán Ó Fearghaíl (born 1960)      | 2016. március 10.   | hivatalban          |      | Fianna Fáil         |

## Fordítás
Ez a szócikk részben vagy egészben  a   Ceann Comhairle című angol Wikipédia-szócikk ezen változatának fordításán alapul.  Az eredeti cikk szerkesztőit annak laptörténete sorolja fel. Ez a jelzés csupán a megfogalmazás eredetét és a szerzői jogokat jelzi, nem szolgál a cikkben szereplő információk forrásmegjelöléseként.